# 清水英次
清水 英次（しみず えいじ、1947年12月14日 - 2005年7月5日）は、京都府京都市出身の元騎手。
叔父は元調教師の清水茂次。

## 経歴
1965年に馬事公苑短期騎手課程に第4期生として受講し、1967年に阪神・佐藤勇厩舎からデビュー。同年にデビューした者には福永洋一・岡部幸雄・柴田政人・伊藤正徳ら「花の15期生」がいるが、清水は短期騎手課程を修了後に騎手試験に合格した騎手であり、長期騎手課程を修了してこの年にデビューした15期生とは、騎手になるまでの過程が異なる。
同年3月4日の京都第4競走4歳以上40万下・ノルニオー（6頭中6着）で初騎乗を果たし、翌5日の第5競走4歳60万下・ライリキで初勝利を挙げる。同馬は14頭中12番人気と低評価であったが、田島日出雄・高橋隆・栗田勝・宮本悳・簗田善則ら一流騎手とハナ、アタマ、ハナ、アタマ、ハナの大激戦を制し、単勝8840円の波乱となった。夏の札幌では9月3日に初の1日2勝を挙げるなど6勝を挙げ、10月29日の京都では2度目の1日2勝をマークし、第9競走桔梗特別では14頭中14番人気のヨウテイサンを勝たせ、単勝1万3690円の大波乱となった。
1年目から2桁の13勝を挙げたが、2年目の1968年は病気で全く騎乗することが出来ず、3年目の1969年には復帰。1971年にはトウメイの主戦騎手となり、マイラーズカップで前年の菊花賞馬・ダテテンリュウを退けて連覇し、清水自身は重賞初制覇。阪急杯ではトップハンデ58kgを背負いながら制覇し、10月からは東上。牝馬東京タイムズ杯を59kgのトップハンデを強いられながらも快勝し、3番人気で出走した天皇賞（秋）では「1600メートルを2回走ると思えばええのやろ」と考えて騎乗。菊花賞馬・アカネテンリュウやダービー馬・ダイシンボルガードを下し、人馬共に初のGI級レース・八大競走制覇を成し遂げる。馬インフルエンザの影響でアカネテンリュウ・メジロアサマが出走を取り消し、史上最少となる6頭となった有馬記念では最後方からレースを進め、第4コーナーで先頭に並びかけるとそのまま先頭に立ち優勝。トウメイは牝馬として史上初の年度代表馬を受賞し、清水もトウメイと出会ってから成績が安定し、20～30勝の勝ち星を挙げる中堅上位騎手となる。
1975年には東京大学農学部付属牧場生産のメイセイヒカリで京都4歳特別を制し、同馬では1976年の京都記念（春）で11頭中11番人気で3着に入った。
1978年にはジンクエイトで第25回日本経済新春杯を制し、福島勝厩舎に初重賞をもたらしたが、このレースはテンポイントが故障、競走中止したレースとして知られる。同年はトウメイ産駒のテンメイに騎乗し、天皇賞（秋）では1周目のスタンド前の大歓声に興奮して止むなく暴走気味の大逃げを打ち、向正面で10馬身近い差を付けた差を利用しての粘り込みを図るプレストウコウを菊花賞とは逆にゴール前で半馬身差交わし優勝。初重賞制覇が天皇賞となると共に、史上初の母子天皇賞制覇を成し遂げたほか、同一馬主・同一調教師・同一騎手により勝利、母と同じ大外12番枠スタートからの半馬身差勝利という偶然も重なった。
1982年には桜花賞で関東馬のリーゼングロスに騎乗し、スタートから逃げるツキマリーの7、8馬身後ろの7番手くらいに位置。残り600m地点で3番手まで進出し、最終コーナーで逃げるツキマリーに外から並びかけると、まもなく交わして先頭となった。独走して後方との差を広げ、外から追い込んだメジロカーラに5馬身差をつけて勝利。1975年のテスコガビーが記録した大差に次ぐ史上2番目の着差を記録した。清水はクラシック初優勝となり、最終コーナー時点で勝利を確信していたと明かしている。翌1983年にはメジロモンスニーで皐月賞・東京優駿2着と活躍し、優駿1988年4月号の記事では「世間ではトウメイの清水と言われているが、俺はメジロモンスニーの清水と言われて欲しかった」と語っている。
晩年は騎乗回数こそ減少したものの、デビュー間もない厩舎期待の若駒に騎乗してレースを教えるなど、自らの熟練の技術を生かした騎乗を行い、「英次の脚決めが終わった」という言葉があった。一方で、調教スタンドでは二日酔い全開の風貌であり、厩舎取材班のトラックマンからその週の騎乗予定馬を聞かれた時も「え～と、土曜の1Rは○○厩舎の白い馬、2Rは○○の黒いヤツだな」のような受け応えであった。トラックマンは取材ノートに白だの黒だのと一杯書いて、厩舎と馬を照らし合わせて馬を探す作業に当たらねばならなかったが、気のある馬は馬名が出てくる騎手であった。実際にまだ有名になる前のナリタブライアンで1993年10月24日の福島第9競走きんもくせい特別を勝った時はスラスラと名前が出てきた。きんもくせい特別では内々で3頭による先行争いを見ながらレースを進め、4コーナーでは強引に馬群の中を割って進出し、4コーナーで逃げるランセットに外から並びかける。直線、相手が必死に追われる隣でナリタブライアンと清水は余裕たっぷりであり、楽な手応えで交わすと、3馬身の差を付けて2勝目をマーク。後年同馬について「ナリタタイシンの今頃よりも乗りやすい。とにかく器が違う」と評し、騎手引退後には「トウメイと並んでもっとも賢い競走馬だった」と述べている。トラックマン2人を夕食を連れて行った際には「俺のなじみの店があるからそこで」といきなりスナックへ連れて行き、若手トラックマンが「あの～まだご飯、食べていませんけど」と流石に言うと、「まあ、え～やないか!」と酒のお供を延々とさせ、「俺は日活映画の和泉雅子さんが大好きでな～」と語ったこともあった。
1994年3月13日の小倉第5競走4歳未勝利で師匠・佐藤の管理馬イチライスキーを初勝利に導くが、現役最後の勝利となった。4月23日の阪神第4競走4歳未勝利でバンブージパングに騎乗中に落馬し、頸部損傷の重傷を負う。全治3ヶ月という診断であったが予後が思わしくなく、結局復帰することは出来ずに1996年6月13日をもって現役を引退。
引退後も日常生活へのリハビリを続け、自宅で歩行器を使っての運動、夫人との散歩を繰り返した。事故から10年経っても容易に状況は好転せず、怪我の影響によって2005年7月5日に57歳で死去。

## 通算成績
| 通算成績 | 1着 | 2着 | 3着 | 4着以下 | 騎乗回数 | 勝率 | 連対率 |
| -------- | --- | --- | --- | ------- | -------- | ---- | ------ |
| 平地     | 550 | 568 | 505 | 3,946   | 5,569    | .099 | .201   |
| 計       | 550 | 568 | 505 | 3,946   | 5,569    | .099 | .201   |

### 主な騎乗馬
※太字は八大競走、括弧内は清水騎乗による優勝重賞競走。
- トウメイ（1971年マイラーズカップ・阪急杯・牝馬東京タイムズ杯・天皇賞 (秋)・有馬記念）
- ナニワライト（1974年シンザン記念）
- メイセイヒカリ（1975年京都4歳特別）
- トウカンタケシバ（1976年愛知杯）
- ジンクエイト（1978年日本経済新春杯）
- テンメイ（1978年天皇賞 (秋)、1979年京都大賞典）
- ゴットガリトー（1979年アラブ大賞典）
- リーゼングロス（1982年桜花賞・4歳牝馬特別）
- メジロモンスニー（1983年シンザン記念、1985年高松宮杯）
- ヤマノシラギク（1984年小倉大賞典、1985年京都大賞典）
- エイシンガッツ（1986年京都4歳特別）
- ドウカンヤシマ（1986年朝日チャレンジカップ、1987年金杯 (西)）
- タガジヨオー（1988年北九州記念）
- ナリタタイシン（1992年ラジオたんぱ杯3歳ステークス）

その他
- ナリタブライアン
- オペックホース
- バンブービギン
- ニチドウタロー
- キングスポイント
- ヤマニンスキー